# ハンナ (モデル)
ハンナは、日本のモデル。神奈川県出身。N・F・B所属。

## 経歴
大学在学中にモデル業をスタート。工芸学科ガラスコースを卒業後、現代アートの作家活動を開始。ガラス造形やコンピュータープログラム、微生物などを使って作品を制作している。
2019年より東京大学大学院学際情報学府修士課程に在籍（筧康明研究室）。粘菌と人間で協力し合うボードゲームを作成し、研究に用いている。

## 特技
特技は料理、プログラミング、デッサン。

## 出演

### 広告
- サンテPC

### 雑誌
- レディブティックシリーズ アラン模様のデイリーニット（ブティック社）
- 2nd（ヘリテージ）
- RUNNING style（エイ出版社）
- 百日草 はなよめ
- TOYOTA カタログ
- 日産 カタログ
- エコアンダリヤで編む お花のクロッシェバッグ（日本ヴォーグ社）

### テレビ
- 中居正広の金曜日のスマイルたちへ（TBS）
- トーキョーワンダー ～粘菌と彼女の不思議な物語〜（2022年3月16日、NHK）

### WEB
- HELLY HANSEN
- UNITED ARROWS
- ITOKIN
- FilMelange
- HUMAN MADE x KFC
- ADAM ET ROPÉ
- ゼクシイ
- レイジーシンデレラ

### RADIO
- J-WAVE『RADIO DONUTS』ゲスト出演

### その他
- H.P.FRANCE「rooms41」（2020年10月15日-17日）
- 展示会『Diffusion of Nature 「自然」をめぐる視点』（2022年4月19日-30日）